# Studnia Wstąpienia
Studnia wstąpienia (tyt. oryg. Mistborn: The Well of Ascension) – druga część trylogii Brandona Sandersona Z mgły zrodzony.

## Fabuła
Po obaleniu Ostatniego Imperatora, Elend Venture zostaje królem Środkowego Dominium. Wraz ze swoimi przyjaciółmi i ukochaną Vin pragnie utworzyć nowe państwo, w którym każdy będzie traktowany sprawiedliwie. Jednak może stracić on swoją władzę, ponieważ na stolicę kraju, miasto Luthadel, maszerują trzy oddzielne armie. Bohaterowie muszą znaleźć sposób na ich pokonanie.